# Paul Arndt (Nationalökonom)
Paul Arndt (* 25. September 1870 in Luckenwalde; † 24. Mai 1942 in Bad Homburg vor der Höhe) war ein deutscher Nationalökonom.

## Leben
Er war der Sohn des Rektors Ferdinand Arndt und begann Theologie zu studieren; wechselte aber schon bald zu Rechts- und Staatswissenschaften an den Universitäten Genf, Paris, Bonn und Berlin. 1897 konnte er dann in Berlin sein Studium mit der Promotion zum „Dr. phil.“ erfolgreich abschließen.
Sofort im Anschluss daran bekam Arndt eine Anstellung als wissenschaftlicher Mitarbeiter an der Handelsakademie in Köln. Dort blieb er bis 1900 und wechselte dann in die Verwaltung der Berliner Kaufmannschaft. Bereits im darauf folgenden Jahr nahm er einen Ruf an die Akademie für Sozial- und Handelswissenschaften nach Frankfurt am Main an.
Dort blieb Arndt bis 1914 und wechselte dann als Professor für praktische Nationalökonomie an die neugegründete Königliche Universität Frankfurt am Main. Arndt war Mitbegründer und langjähriger Vorsitzender des Orient-Instituts. Während des Ersten Weltkriegs betraute man Arndt mit der Leitung der Volkswirtschaftlichen Abteilung der Reichsbekleidungsstelle in Berlin. Er war förderndes Mitglied der SS und wurde 1935 emeritiert.

## Rezeption
Als Wirtschaftswissenschaftler vertrat Arndt eine liberale Wirtschafts- und Handelspolitik. Er beschäftigte sich unter anderem auch ausführlich mit den sozialen Problemen von Arbeitern und setzte sich sehr für den Schutz von Heimarbeitern ein.

## Werke (Auswahl)
- Deutschlands Stellung in der Weltwirtschaft. 1907/1913
- Heimarbeit und Verlag in der Neuzeit. 1932–1935 (32 Hefte).
- Heimarbeiterelend. 1927.
- Lohngesetz und Lohntarif. 1926.
- Der Schutz der nationalen Arbeit. 1903.
- Wie studiert man Nationalökonomie? 1921/1922.